# Chaetostigmoptera crassinervis
Chaetostigmoptera crassinervis är en tvåvingeart som först beskrevs av Margaret Walton 1913.  Chaetostigmoptera crassinervis ingår i släktet Chaetostigmoptera och familjen parasitflugor. Inga underarter finns listade i Catalogue of Life.